# Svilaj
Svilaj är en ort i Kroatien.   Den ligger i länet Brod-Posavina, i den östra delen av landet, 200 km öster om huvudstaden Zagreb. Svilaj ligger 84 meter över havet och antalet invånare är 285.
Terrängen runt Svilaj är platt. Runt Svilaj är det ganska tätbefolkat, med 93 invånare per kvadratkilometer. Närmaste större samhälle är Oprisavci, 6,1 km nordväst om Svilaj. Omgivningarna runt Svilaj är en mosaik av jordbruksmark och naturlig växtlighet.